# کارول کندی
کارول کندی (انگلیسی: Karol Kennedy؛ ۱۴ فوریهٔ ۱۹۳۲ – ۲۵ ژوئن ۲۰۰۴) اسکیت‌باز نمایشی اهل ایالات متحده آمریکا بود.